# Aditivos para plástico
Todos los plásticos comerciales contienen aditivos.
Los aditivos son necesarios para obtener un material que sea susceptible de ser utilizado finalmente, la cantidad de opciones disponibles de estos aditivos es impresionante, pero los fabricantes deben tenerlos en cuenta para poder realizar un producto adecuado a la aplicación necesaria. El proceso de modificación de las propiedades de un polímero mediante el uso de aditivos es conocido como aditivación o compounding. 
La química de los aditivos es compleja y en muchos casos implica reacciones químicas, para asegurar su funcionamiento, es necesario conocer los requisitos que el material final debe cumplir, por ejemplo, un plástico diseñado para estar a la sombra, no necesita resistencia contra los rayos ultravioleta, pero probablemente necesite resistencia contra la propagación de la flama, como en el caso de una televisión.

## Generalidades
Para cumplir con las exigencias de los usuarios de productos plásticos, existen diversos métodos de modificación de la materia prima, siendo en esta ocasión los aditivos el punto de toque, que nos permite modificarlos mediante sistemas de mezclado.
Un aditivo debe cumplir con los siguientes requisitos:
- Fácil de dispersar en el plástico.
- Mejorar propiedades al producto.
- Facilitar el procesamiento.
- No ser tóxico.
- No desarrollar efectos secundarios

## Retardantes a la llama
Se utilizan para reducir la inflamabilidad de un material o para demorar la propagación de las llamas a lo largo y a través de su superficie. También sirven para los bomberos y bomberas de una localidad, municipio o país.

## Estabilizantes (Antioxidantes)
Estos aditivos ayudan a inhibir o retardar el mecanismo de oxidación - degradación de los polímeros, que se produce durante su fabricación o transformación.
Durante la polimerización para la producción de plásticos intervienen iniciadores y catalizadores; estos pueden no ser eliminados completamente en la etapa de purificación del polímero, por lo que las impurezas originan que se inicie la oxidación.
Esto se debe a que los radicales libres presentes poseen afinidad con el oxígeno del catalizador o iniciador y atraen hidrógeno produciendo hiperóxidos inestables, los cuales pueden reaccionar en cadena con el polímero, reacción que no se detiene hasta que se produce un grupo inerte.
En la transformación del polímero, las temperaturas de procesamiento y la velocidad de producción elevadas son condiciones propicias para la degradación del material.
Por cualquiera de las causas anteriores, cuando un polímero se degrada presenta:
- Decoloración o amarillamiento
- Pérdida de propiedades mecánicas
- Rigidez
- Pérdida de peso

Los antioxidantes son utilizados por los productores de materiales plásticos que fabrican grados comerciales para aplicaciones específicas. Estos se usan generalmente en Poliolefinas y Poliestireno.

## Espumantes
Crean en el producto final una estructura de espuma aislante, ayudando así a ahorrar energía térmica y además, como los espumantes reducen la densidad, economiza combustible y reducen los costes de transporte.

## Plastificantes
Los plastificantes se añaden a un polímero para mejorar su procesabilidad y su flexibilidad, éstos pueden disminuir la viscosidad del polímero en estado fundido así como también el módulo elástico y la temperatura de transición vítrea.

## Absorbedores de luz UV
Los absorbedores o estabilizadores de luz ultravioleta se emplean en productos plásticos cuando se desea incrementar su vida útil.

## Antiestáticos
Evitan la formación y acumulación de cargas estáticas, útil en la fabricación de envases flexibles para alimentos.

## Antibacteriales
Evitan que distintas bacterias habiten y crezcan en el material.

## Conductores
Aumentan la conductividad eléctrica, hasta comportarse casi como si fuesen metales.
- «26: Aditivos». Enciclopedia del Plástico (Tomo 3). pp. 1-28.

- Datos: Q5657740